# Syndrome de la bride poplitée
 (2005).

## Sources
- (en) Bryan Cary Bjork, Katherine Nash Krahn, Brian C Schutte, Jeffrey C Murray, IRF6-Related Disorders In GeneTests: Medical Genetics Information Resource (database online). Copyright, University of Washington, Seattle. 1993-2005